# Пейо Гарвалов
Пейо (Пею) Радев Гарвалов с псевдоними Бай Пею и Чирпанлията е български революционер, драмски войвода на Вътрешната македоно-одринска революционна организация.

## Биография
Пейо Гарвалов е роден през 1876 година в Чирпан, тогава в Османската империя. Произхожда от бедно семейство, но след като завършва средното си образование в Чирпан се записва студент в Загреб, където завършва фармация и получава магистърска степен. Работи като аптекар в София и Лъджене, докато неговият приятел поетът и революционер Пейо Яворов не го привлича към ВМОРО. В началото на 1906 година Гарвалов става четник при драмския войвода Михаил Даев. На 6 юли 1906 година ВМОРО извършва три успоредни нападения - над гръцките центрове в Драма, Плевня и Горенци. Гарвалов, заедно с Димитър Каракузов и Димо Попигнатов (Попигнов) нападат с бомби казиното в Драма, основен пункт на гръцката пропаганда в района. В завързалите се сражения по улиците на града двамата съратници на Гарвалов са убити, загиват 11 гърци, между които и главата на градския гръцки комитет, а Гарвалов успешно се прибира при четата си.
Делегат е на Серския окръжен конгрес на ВМОРО през юли - август 1906 година.
В началото на 1907 година е избран за член на Серския окръжен революционен комитет и е назначен за войвода в Драмско. На 6 април същата година в село Баница заедно с другаря си Кирил Филев се самоубиват след като привършват мунициите в сражение с турски аскер.
В Чирпан има училище на името на Пейо Гарвалов.